# Balīlā
Balīlā är en ort i Jordanien.   Den ligger i guvernementet Jerash, i den norra delen av landet, 50 km norr om huvudstaden Amman. Balīlā ligger 746 meter över havet och antalet invånare är 5 206.
Terrängen runt Balīlā är kuperad åt sydväst, men åt nordost är den platt. Runt Balīlā är det tätbefolkat, med 369 invånare per kvadratkilometer. Närmaste större samhälle är Irbid, 19,9 km norr om Balīlā. Trakten runt Balīlā består till största delen av jordbruksmark.